# Joseph Cross (Jurist)
Joseph Cross (* 29. Dezember 1843 bei Morristown, New Jersey; † 29. Oktober 1913) war ein US-amerikanischer Jurist und Politiker. Nach seiner Berufung durch Präsident Theodore Roosevelt fungierte er von 1905 bis zu seinem Tod im Jahr 1913 als Bundesrichter am Bundesbezirksgericht für den Distrikt von New Jersey.

## Werdegang
Nach seinem Schulabschluss besuchte Joseph Cross zunächst die Columbia Law School in New York, ehe er am College of New Jersey erst den Bachelor (1865) und dann den Master (1868) erwarb. Außerdem absolvierte er im Jahr 1868 eine klassische Ausbildung bei einem Rechtsanwalt, woraufhin er 1869 selbst als Jurist in Elizabeth zu praktizieren begann. Dort blieb er bis 1905 ansässig. Während dieser Zeit betätigte er sich auch politisch. Cross, Mitglied der Republikanischen Partei, wurde zunächst von 1893 bis 1895 Abgeordneter für das Union County in der New Jersey General Assembly, der er in seinem letzten Amtsjahr als Speaker vorstand. Von 1899 bis 1905 saß er dann im Senat von New Jersey. In dieser Parlamentskammer hatte er im Jahr 1905 als Präsident ebenfalls den Vorsitz inne. Ein erster Versuch, die Senatspräsidentschaft zu erringen, war 1902 gescheitert.
Am 13. März 1905 wurde Cross durch Präsident Roosevelt zum Richter am United States District Court for the District of New Jersey ernannt; der entsprechende Sitz war zuvor neu eingerichtet worden. Nach der Bestätigung durch den US-Senat, die vier Tage später erfolgte, konnte er sein Amt unmittelbar darauf antreten. Er verstarb am 29. Oktober 1913 im Amt. Sein Nachfolger wurde Thomas Griffith Haight.